# История почты и почтовых марок ЮАР
История почты и почтовых марок Южно-Африканской Республики описывает развитие почтовой связи в Южно-Африканской Республике (до 31 мая 1961 г. Южно-Африканский Союз) — государстве на южной оконечности Африки, со столицей в Претории. ЮАР входит в число стран — участниц Всемирного почтового союза (ВПС; с 1994), а её нынешним национальным почтовым оператором является компания South African Post Office.

## Выпуски почтовых марок

### Досоюзные государства
До объединения Южной Африки в 1910 году каждая часть территории, которая впоследствии стала Южно-Африканской Республикой, выпускала свои собственные почтовые марки. Это были:
- Капская колония (1853—1904 гг.)
- Наталь (1857—1909)
- Оранжевое Свободное Государство (1868—1897, присоединено к колонии Оранжевой реки)
- Южно-Африканская Республика (1869—1877 и 1882—1897, присоединена к Трансваалю)
- Западный Грикваленд (1874—1879, присоединён к Капской колонии)
- Трансвааль (1877—1880 и 1900—1909)
- Стеллаланд (1884—1885, присоединён к Британскому Бечуаналенду)
- Британский Бечуаналенд (1885—1895, присоединён к Капской колонии)
- Ниёве Републик (1886—1887, присоединена к Южно-Африканской Республике)[2]
- Зулуленд (1888—1896, присоединён к Наталю)
- Колония Оранжевой реки (1900—1909)

Во время Второй англо-бурской войны некоторые города выпускали собственные почтовые марки. Это были:
- Лиденбург (1900)
- Мафикенг (1900)
- Питербург (1901)
- Рюстенбург (1900)
- Швейцер-Ренеке (1900)
- Фолксрюс (1902)
- Фрейбург (1899—1900)
- Волмарансстад (1900).

### Южноафриканский союз (1910—1961)
Первой почтовой маркой Южно-Африканского Союза стала марка номиналом 2½ пенсов, выпущенная 4 ноября 1910 года На ней изображён король Георг V и гербы четырёх британских колоний, вошедших в состав Союза: Капская колония, Наталь, Колония Оранжевой реки и Трансвааль. Большинство южноафриканских марок, выпущенных в период с 1926 по 1951 год, были парными. На одной было написано «South Africa» («Южная Африка»), а на другой — «Suidafrika» или «Suid-Afrika» («Южная Африка»).

### Южно-Африканская Республика (1961-)
Первая серия почтовых марок Республики вышла 31 мая 1961 года. С 1961 по 1966 год на почтовых марках стояла надпись «Republic of South Africa Republiek van Suid-Afrika» («Южно-Африканская Республика» на английском и бурском языках). Однако с 1967 года на марках было просто написано «RSA» («ЮАР»). На современных выпусках написано просто: «South Africa» («Южная Африка»).

### Южноафриканские бантустаны
Южноафриканские бантустаны Бопутатсвана (1977—1994), Сискей (1981—1994), Транскей (1976—1994) и Венда (1979—1994) также выпускали собственные почтовые марки.